# Фридман, Савва Маркович
Савва Маркович Фридман (1902 — 1943) — советский военный деятель, подполковник.

## Биография
На срочной военной службе с октября 1924, на профессиональной основе с 1932. Во время Великой Отечественной войны служил заместителем начальника политического отдела в 322-й стрелковой дивизии 13-й армии 1-го Украинского Фронта. Погиб во время обороны Киева от взрыва мины у деревни Стасева. Первоначально похоронен в деревне Халевка Бородянского района. Затем перезахоронен у памятника Вечной Славы на могиле Неизвестного солдата.

### Звания
- майор;
- подполковник (1943).

### Награды
- орден Отечественной войны II степени (16 марта 1943);
- орден Красной Звезды (5 ноября 1943).